# Life on Display
Albums de Puddle of Mudd
Come Clean
(2001) Famous
(2007)
Singles
1. Away from Me
Sortie : 21 octobre 2003
2. Heel Over Head
Sortie : 17 février 2004
3. Spin You Around
Sortie : 15 juin 2004

Life On Display est le quatrième album du groupe de post-grunge américain Puddle of Mudd. Il est sorti le 25 novembre 2003 sur le label Geffen Records/Flawless Records et a été produit par John Kurzweg, Michael "Elvis" Baskette et le groupe. 

## Historique
Cet album fut enregistré pendant l'année 2003 en Californie dans les studios NRG Studios & The Hook de North Hollywood
et Sunset Sound Recorders et Cello Studios de Hollywood. 
Il est le deuxième album publié dans la nouvelle formation du groupe c'est-à-dire, Wes Scantlin (chant, guitare), Paul Phillips (guitares), Doug Ardito (basse) et Greg Upchurch (batterie). En comparaison avec le dernier album Come Clean, qui fut vendu au-delà de trois millions de fois aux États-Unis, le nouvel album est beaucoup plus sombre et agressif, ce qui a causé des ventes assez faibles n'ayant même pas atteint un million de disques vendus aux États-Unis. L'album inclut les trois singles Away from Me, Heel Over Head et Spin You Around.
Cet album se classa à la 20e place du Billboard 200 aux États-Unis mais seulement à la 90e place des charts britanniques.

## Liste des titres
- Tous les titres sont signés par Wes Scantlin sauf indication.

| No  | Titre                | Auteur                | Production                  | Durée |
| --- | -------------------- | --------------------- | --------------------------- | ----- |
| 1.  | Away from Me         |                       | Michael Baskette, PoM       | 4:00  |
| 2.  | Heel Over Head       |                       | John Kurzweg, Baskette, PoM | 4:05  |
| 3.  | Nothing Left To Lose |                       | Kurzweg, Baskette, PoM      | 4:30  |
| 4.  | Change My Mind       | Scantlin, Doug Ardito | Kurzweg, PoM                | 4:20  |
| 5.  | Spin You Around      |                       | Baskette, PoM               | 4:27  |
| 6.  | Already Gone         |                       | Kurzweg, PoM                | 4:32  |
| 7.  | Think                |                       | Kurzweg, PoM                | 4:10  |
| 8.  | Cloud Nine           |                       | Kurzweg, PoM                | 3:34  |
| 9.  | Bottom               |                       | Kurzweg, PoM                | 5:22  |
| 10. | Freak of the World   |                       | Baskette, PoM               | 3:36  |
| 11. | Sydney               |                       | Kurzweg, PoM                | 4:58  |
| 12. | Time Flies           |                       | Kurzweg, PoM                | 7:05  |

Titres bonus
| No  | Titre                                  | Auteur | Durée |
| --- | -------------------------------------- | ------ | ----- |
| 13. | Life Ain't Fair                        |        | 3:45  |
| 14. | Daddy                                  |        | 4:17  |
| 15. | Bleed (Bande son du film The Punisher) |        | 3:34  |

- La chanson "Bleed" est incluse sur quelques rares éditions de l'album, mais elle se trouve originellement sur la bande son du film The Punisher.

## Musiciens
Puddle of Mudd
- Wes Scantlin: chant, guitare rythmique
- Paul Phillips: guitare solo & rythmique, chœurs
- Doug Ardito: basse, chœurs
- Greg Upchurch: batterie, chœurs

Musiciens additionnels
- Bill McGathy: tambourine
- Peter Katsis: triangle
- Ian Montone: triangle

## Charts et certifications

### Album
Charts
| Pays        | Durée du classement | Meilleur classement | Date             |
| ----------- | ------------------- | ------------------- | ---------------- |
| Allemagne   | 1 semaine           | 69e                 | 8 décembre 2003  |
| Autriche    | 3 semaines          | 55e                 | 7 décembre 2003  |
| États-Unis  | 23 semaines         | 20e                 | 13 décembre 2003 |
| Royaume-Uni | 1 semaine           | 90e                 | 6 décembre 2003  |
| Suisse      | 7 semaines          | 48e                 | 7 décembre 2003  |

Certifications
| Pays       | Certification | Ventes    | Date            |
| ---------- | ------------- | --------- | --------------- |
| Canada     | Or            | 50 000 +  | 10 février 2004 |
| États-Unis | Or            | 500 000 + | 6 février 2004  |

### Singles
| Single         | Chart                  | Durée du classement | Position | Date             |
| -------------- | ---------------------- | ------------------- | -------- | ---------------- |
| Away from Me   | Hot 100                | 16 semaines         | 72e      | 20 décembre 2003 |
| Away from Me   | Mainstream Rock Tracks | 26 semaines         | 1er      | 13 décembre 2003 |
| Away from Me   | Alternative Songs      | 20 semaines         | 5e       | 13 décembre 2003 |
| Away from Me   | UK Singles Chart       | 2 semaines          | 55e      | 13 décembre 2003 |
| Heel Over Head | Mainstream Rock Tracks | 19 semaines         | 6e       | 8 mai 2004       |
| Heel Over Head | Alternative Songs      | 14 semaines         | 10e      | 24 avril 2004    |
| Spin You Round | Mainstream Rock Tracks | 12 semaines         | 16e      | 31 juillet 2004  |
| Spin You Round | Alternative Songs      | 5 semaines          | 38e      | 10 juillet 2004  |